# Северна речна акула
Северната речна акула (Glyphis garricki) е вид хрущялна риба от семейство Сиви акули (Carcharhinidae). Видът е критично застрашен от изчезване.

## Разпространение
Разпространен е в Австралия (Северна територия).